# 高歓

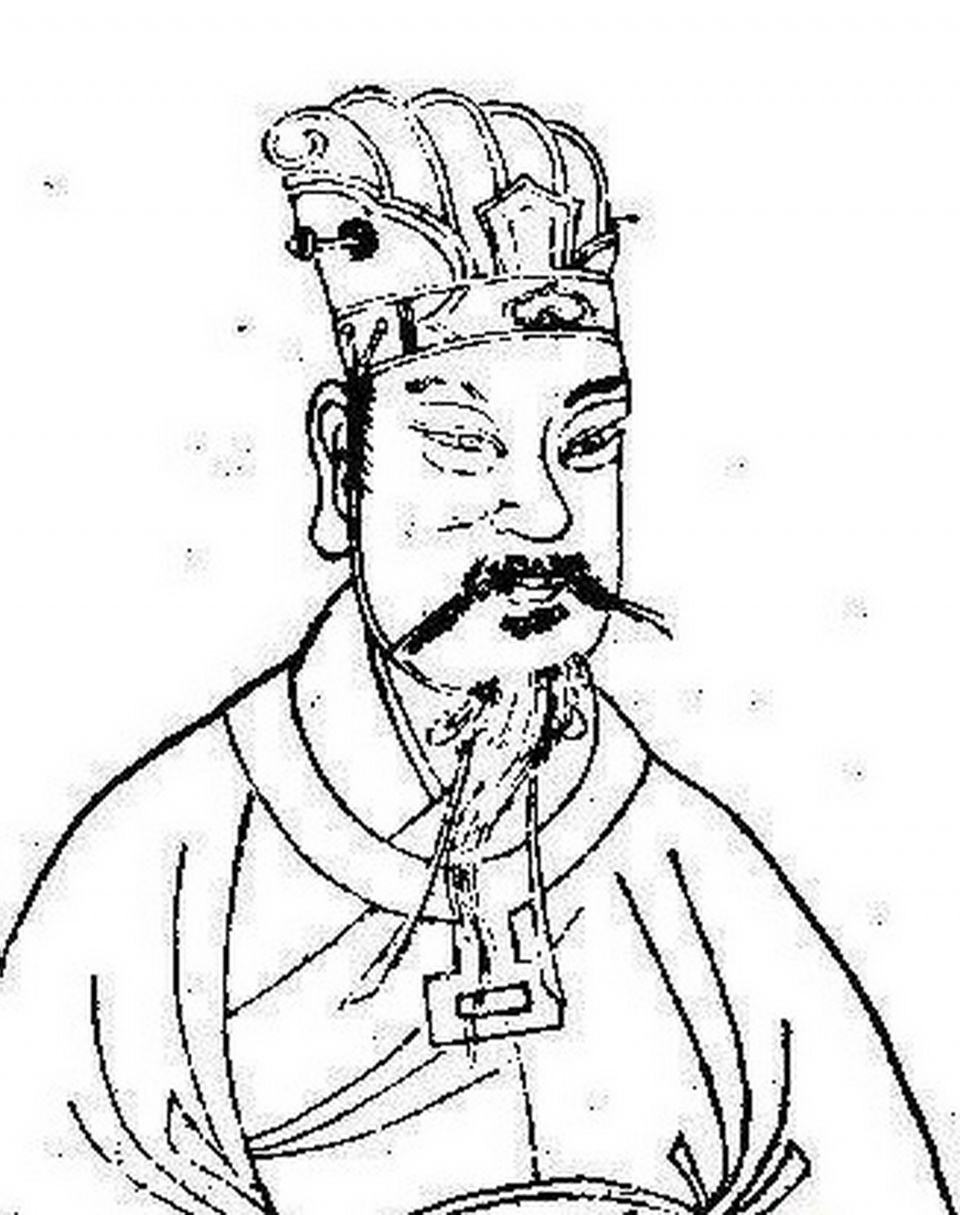
高歓

高 歓（こう かん、496年（太和20年） - 547年2月13日（武定5年1月8日））は、南北朝時代の北魏末から東魏にかけての権臣。鮮卑化した漢族。北斉の基礎を築いた。字は賀六渾。本貫は渤海郡蓨県（現在の河北省衡水市景県）。

## 生涯
496年（太和20年）、懐朔鎮（現在の包頭市固陽県）に属する高樹生と韓期姫の間の長男として生まれた。母の韓期姫が死去すると、姉婿の尉景の家で養われた。
若いころの高歓は貧しく、婁昭君を妻に迎えて初めて馬を持ち、懐朔鎮の隊主の地位を得た。洛陽にたびたび使いして帰ると、人士と交友して散財した。司馬子如・劉貴・賈顕智・孫騰・侯景らと友情を結んだ。
525年（孝昌元年）、柔玄鎮の杜洛周が上谷で反乱を起こすと、高歓は同志とともに懐朔鎮を出奔して杜洛周に従った。次いで葛栄に従い、さらにその後朝廷軍を率いる爾朱栄のもとに身を寄せた。劉貴が高歓のことを爾朱栄に推薦し、爾朱栄も高歓と語り合って親密になった。爾朱栄が并州に拠ると、高歓はその下で親信都督となった。
528年（武泰元年）、孝明帝が霊太后に殺害されると、爾朱栄は挙兵して入洛し、高歓は爾朱栄軍の先鋒をつとめた。爾朱栄は霊太后や幼主元釗を河陰で殺害した（河陰の変）。爾朱栄はさらに簒奪をも企図したため、高歓は鋳像の占いによって諫めて止めさせた。孝荘帝が即位すると、高歓は銅鞮伯に封じられた。爾朱栄の命を受けて葛栄を攻撃し、王を称する反乱者7人を下した。後に行台の于暉とともに羊侃を泰山に撃ち、元天穆とともに邢杲を済南で破った。第三鎮人酋長に進み、晋州刺史に任じられた。
530年（永安3年）、孝荘帝が爾朱栄を宮中に誘い出して殺害した。爾朱兆は復仇のため晋陽で挙兵し、高歓を召し出した。高歓は絳蜀・汾胡の乱を口実に爾朱兆の召集に応じなかった。爾朱兆が孝荘帝を捕らえて晋陽に連行すると、高歓は孫騰を派遣して爾朱兆の功績を祝いつつ、孝荘帝の所在を探って身柄を奪おうと図ったが、失敗した。孝荘帝は爾朱兆に殺害され、爾朱世隆らが長広王元曄を皇帝に擁立した。高歓は平陽郡公に封じられた。費也頭の紇豆陵歩藩が晋陽に迫り、爾朱兆は敗走した。爾朱兆は高歓に救援を要請し、高歓は爾朱兆と協力して歩藩を撃破した。歩藩が敗死すると、爾朱兆は高歓と兄弟の契りを交わした。ときに爾朱世隆・爾朱度律・爾朱彦伯は洛陽で朝政を左右し、爾朱天光は関中で、爾朱兆は并州で、爾朱仲遠は東郡で、それぞれ軍権を握って割拠した。
531年（普泰元年）2月、高歓は信都に進軍し、冀州に拠った。爾朱度律が元曄を廃位して節閔帝を立てた。3月、節閔帝により高歓は渤海王に封じられ、入朝をうながされたが、高歓は断った。4月、東道大行台・第一鎮人酋長の位を加えられた。6月、信都で反爾朱氏の起兵をおこなった。李元忠と高乾が殷州を平定し、爾朱羽生を斬った。8月、爾朱兆が殷州を奪回した。10月、高歓は渤海郡太守の元朗（後廃帝）を皇帝に擁立した。爾朱度律と爾朱仲遠が陽平に進軍し、爾朱兆が合流したため、高歓は竇泰の策を用いて爾朱氏の仲を裂き、度律と仲遠は戦わずに帰還した。高歓は爾朱兆を広阿で撃破した。11月、鄴を攻撃した。
532年（中興2年）1月、鄴城を落とした。高歓は後廃帝により大丞相・柱国大将軍・太師に任じられた。閏3月、爾朱天光が長安から、爾朱兆が并州から、爾朱度律が洛陽から爾朱仲遠が東郡から、総勢20万を号する爾朱氏の軍が鄴をめざして進軍してきた。高歓は封隆之に鄴を守らせ、自らは韓陵に出て、爾朱氏の軍と決戦した（韓陵の戦い）。高歓は韓陵で勝利し、爾朱氏は敗走した。4月、斛斯椿が爾朱天光と爾朱度律を捕らえ、長孫稚が賈顕智と張歓を派遣して、爾朱世隆・爾朱彦伯を斬った。爾朱兆は并州に逃れ、爾朱仲遠は南朝梁に亡命した。
洛陽に入った高歓は、節閔帝と後廃帝を廃位して孝武帝を擁立した。大丞相・太師・世襲定州刺史の位を受け、鄴に帰還した。7月、爾朱天光と爾朱度律を洛陽に送って斬り、爾朱兆に対する北伐を行った。滏口から并州に入り、爾朱兆が秀容に逃亡すると、高歓は晋陽に大丞相府を置いて居を定めた。533年（永熙2年）1月、竇泰が爾朱兆を攻撃すると、爾朱兆は敗走して追撃を受け、赤谼嶺で自縊した。慕容紹宗と爾朱栄の妻子が烏突城で降伏すると、高歓は彼らを厚遇した。
高歓が洛陽に入ると斛斯椿は不安を抱き、南陽王元宝炬や元毗・魏光・王思政らと結んで、孝武帝をたきつけて高歓と対抗させようとした。孝武帝は賀抜岳に心をよせるようになり、高乾が処刑されるにいたって孝武帝と高歓の間の溝は決定的になった。534年（永熙3年）7月、斛斯椿らにより孝武帝は洛陽から連れ出され、長安に向かった。8月、孝武帝が関中に入って宇文泰に保護された。10月、高歓は元善見（東魏の孝静帝）を皇帝に立てた。

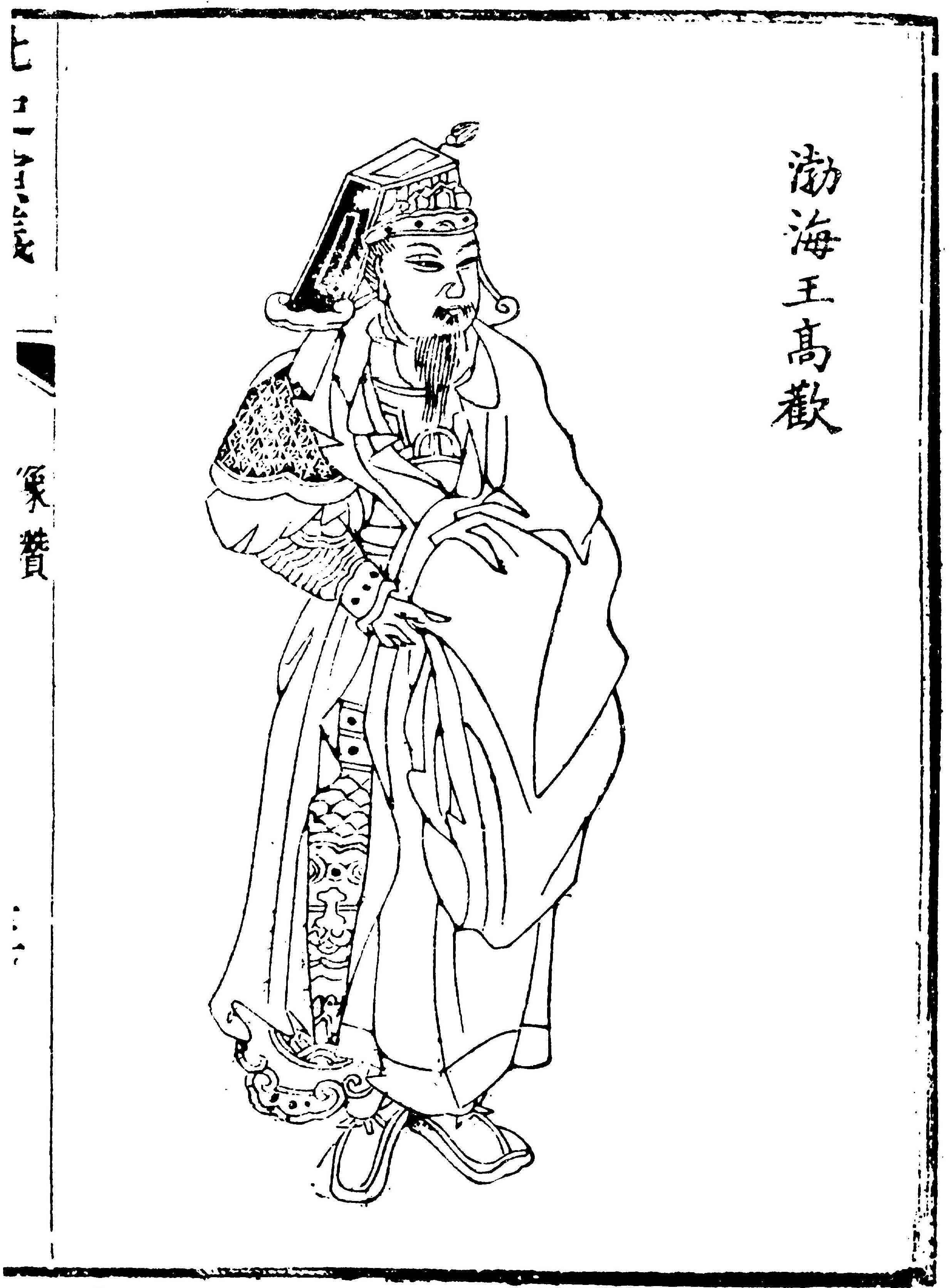
高歓

535年（天平2年）、山胡の劉蠡升を滅ぼした。536年（天平3年）1月、西魏の夏州を攻撃し、西魏の霊州刺史の曹泥と涼州刺史の劉豊を降した。3路に分かれて西魏に侵攻する計画を立て、この年の12月に汝陽王元暹と司徒高昂を上洛に派遣し、大都督竇泰を潼関に入らせた。537年（天平4年）1月、竇泰が宇文泰に敗れて自殺した。10月、高歓は黄河を渡って宇文泰と沙苑で決戦した（沙苑の戦い）が大敗し、洛陽が西魏軍に占領された。
538年（元象元年）3月、丞相の位を退いた。7月、侯景と高昂が西魏の独孤信を洛陽の金墉城に包囲し、西魏の文帝と宇文泰が救援に現れた。8月、高歓は西魏軍と決戦し、高昂・李猛・宋顕らが戦死した（河橋・邙山の戦い）。東西両軍の消耗は大きく、宇文泰が撤退したため、東魏軍は洛陽を奪回することができた。539年（興和元年）、鄴の新宮殿が完成すると、高歓は長年辞退してきた渤海王・都督中外諸軍事の位を受けた。542年（興和4年）、西魏の王思政を玉壁城に包囲したが、大雪のために撤退した（玉壁の戦い）。
543年（武定元年）、北豫州刺史高慎が虎牢で背いて西魏につくと、宇文泰が高慎を救援するため出兵し、河橋南城を包囲した。高歓は邙山で戦って西魏軍を撃破した（邙山の戦い）。545年（武定3年）、爾朱文暢・任冑・鄭仲礼・李世林・房子遠らが高歓の暗殺を計画したが、薛季孝の密告によって漏れ、一党は処刑された。
546年（武定4年）、西魏の韋孝寛の守る玉壁城を攻撃したが、落とすことができずに撤退した（玉壁の戦い）。高歓は晋陽で病床についた。次男の太原公高洋を鄴に、嫡男の高澄を晋陽にそれぞれ駐屯させた。高歓は自ら都督中外諸軍事の任を解くよう申し入れて孝静帝に許された。斛律金に「勅勒歌」を作らせ、高歓も自ら唱和して涙を流した。
547年（武定5年）1月8日、晋陽で死去した。享年52。その死は秘密にされて喪は発せられなかった。6月になって孝静帝が東堂で葬礼を行い、仮黄鉞・使持節・相国・都督中外諸軍事・斉王の位を追贈された。鄴の西北にあたる漳水の西の地（義平陵）に葬られた。高洋が北斉を建てた後に廟号を太祖、諡号を献武帝と追贈され、後主の即位後に廟号を高祖、諡号を神武皇帝と改められた。

## 妻妾

### 正室
- 婁昭君（武明太后）
- 蠕蠕公主（柔然の阿那瓌の娘）

高歓は爾朱氏を破った後、爾朱氏の女性や爾朱氏によって夫を殺害された寡婦たちを何人も側室にした。

### 別室
- 大爾朱氏（爾朱栄の娘、孝荘帝の未亡人）

### 側室
- 小爾朱氏（爾朱兆の娘、廃帝元曄の未亡人）
- 鄭大車（鄭仲礼の姉、広平王元悌の未亡人）
- 李氏（李沖の孫娘、城陽王元徽の未亡人）
- 馮氏（任城王元彝の未亡人）
- 王氏（他人の未亡人？）、穆氏、韓智輝（他人の未亡人）、游氏、馬氏

## 子女

### 男子
- 世宗 文襄帝 高澄（子恵）- 母は婁昭君
- 顕祖 文宣帝 高洋（子進）- 母は婁昭君
- 永安簡平王 高浚（定楽）- 母は王氏
- 平陽靖翼王 高淹（子邃）- 母は穆氏
- 彭城景思王 高浟（子深）- 母は大爾朱氏
- 粛宗 孝昭帝 高演（延安）- 母は婁昭君
- 上党剛粛王 高渙（敬寿）- 母は韓氏
- 襄城景王 高淯（修延）- 母は婁昭君
- 世祖 武成帝 高湛（歩落稽） - 母は婁昭君
- 任城王 高湝 - 母は小爾朱氏
- 高陽康穆王 高湜（須達）- 母は游氏
- 博陵文簡王 高済 - 母は婁昭君
- 華山王 高𤁒 - 母は大爾朱氏
- 馮翊王 高潤（子沢）- 母は鄭大車
- 漢陽敬懐王 高洽（敬延）

### 女子
- 孝武皇后（嫡出長女。北魏の孝武帝の皇后、のち彭城王元韶に再嫁）
- 太原長公主（嫡出次女。東魏の孝静帝の皇后、のち楊遵彦に再嫁）
- 長楽長公主 高徴（庶出三女。525年 - 557年）[78]
- 潁川公主
- 義寧公主
- 公主（司馬消難の妻）
- 陽翟公主
- 浮陽公主
- 東平公主

## 宗族
- 高琛 - 高歓の異母弟
- 高岳 - 高歓の従弟
- 高帰彦 - 高歓の従祖弟
- 高普 - 高歓の従甥
- 高思宗 - 高歓の族弟
- 高盛 - 高歓の従伯父
- 高顕国 - 高歓の再従弟